# Hajós Edit
Hajós Edit Edith Bone, teljes nevén Hajós Edit Olga (Budapest, 1889. január 28. – London, 1975. február 14.) orvos, műfordító,   lapszerkesztő, Balázs Béla első felesége.

## Élete
Édesapja dr. Hajós (Hirsch) Zsigmond (1858–1922) ügyvéd, édesanyja Stein Janka (1860–1945) volt. Apai nagyszülei Hirsch Lipót (1823–1899) magánzó és Filipp Terézia, anyai nagyszülei Stein Jeromos és Herz Emma voltak. 1908-tól folytatott orvosi tanulmányokat, először Budapesten, majd Berlinben, Montpellier-ben, Párizsban és Bernben. 1906. október 1-jén házasságot kötött dr. Bedő Mór ügyvéddel, Bedő József és Kotányi Paulina fiával. 1909-ben elváltak. 1913. március 19-én Budapesten hozzáment Balázs Bélához, akitől később, 1918-ban elvált. A házasságkötéskor Kodály Zoltán volt az egyik tanú. Az első világháború kitörésekor hazajött és Budapesten megszerezte orvosi diplomáját. Lukács György, Mannheim Károly, Lesznai Anna, Lorsy Ernő és mások mellett részt vett a férje lakásán tartott Vasárnapi Kör ülésein. A háború alatt katonaorvosként működött. 1919 januárjában egy vöröskeresztes delegációval Moszkvába, majd később Szentpétervárra ment, ahol a Komintern angol nyelvű lapját szerkesztette. Itt belépett az Oroszországi Kommunista (bolsevik) Pártba. 1920-ban Moszkvába hívták, majd futárként elküldték Bécsbe. 1923-ig Bécsben, majd Olaszországban élt. Később Berlinbe költözött, hol egy ideig a szovjet kereskedelmi kirendeltségnél dolgozott. 1933-ban előbb Párizsba, majd Angliába menekült. 1934 februárjában újra megházasodott: hozzáment Gerald Martinhoz. Angliában részt vett az angol kommunista párt munkájában. A spanyol polgárháborúban a Partit Socialista Unificat de Catalunya egyik alapító tagja volt. 1939-ig a párt szolgálatában állt, majd főként orosz fordítással foglalkozott.
Először 1946-ban látogatott haza, majd amikor 1949-ben másodszor is átlépte a határt, az Államvédelmi Hatóság letartóztatta. 7 évet volt börtönben. Hogy az esetleges megháborodástól megvédje magát, rendszeresen szellemi gyakorlatokat végzett. Börtönévei ihlették legismertebb "Hét év magánzárka" című művének megírására. A forradalomnak köszönhetően 1956. november 1-én szabadult ki és visszament Angliába, ahol élete végéig folytatta műfordítói tevékenységét. 1974-ben Vezér Erzsébet irodalomtörténész készített vele interjút.
1975-ben halt meg Londonban, Richmond upon Thames kerületben.

## Fő műve
- Seven Years Solitary. [7 év magánzárka]. Önéletrajz. London, 1957, 1966
- Hét év magánzárka; ford. Lázár Júlia; Noran, Bp, 2007 (Beszéld el...)

## Érdekességek
- Szabadulása után a brit Pathé News 1956. november 11-i híradójában latható egy rövid interjú Hajós Edittel[13]

## Fordítás
- Ez a szócikk részben vagy egészben  az   Edith Bone című angol Wikipédia-szócikk fordításán alapul.  Az eredeti cikk szerkesztőit annak laptörténete sorolja fel. Ez a jelzés csupán a megfogalmazás eredetét és a szerzői jogokat jelzi, nem szolgál a cikkben szereplő információk forrásmegjelöléseként.